# ウェインズボロ (バージニア州)
ウェインズボロ（英: Waynesboro、元フラック）は、アメリカ合衆国バージニア州中央部に位置する独立市である。周りをオーガスタ郡に取り囲まれている。2010年国勢調査での人口は21,006人だった。市名はアンソニー・ウェイン将軍に因んで名付けられた。
シェナンドー・バレーに位置し、南北戦争の重要な史跡やシェナンドー国立公園に近い。州間高速道路64号線の一部が市域に入っており、ブルーリッジ・パークウェイ、スカイライン・ドライブ、アパラチアン・トレイルにも5マイル (8 km) と離れていない。風景画家P・バックリー・モスの故郷であり、P・バックリー・モス美術館には毎年45,000人の観賞者が訪れている。大型のデュポン工場（現在はインビスタ、コッホ・インダストリーズが所有）、スパンデックス繊維のライクラが発明されたベンジャー研究所、ウェイン・テックスという大型繊維工場（モホーク・インダストリーズが所有）が、20世紀の大半を通じて市民の主要雇用主だった。北東にあるゼネラル・エレクトリックはリレーとコンピュータ用プリンタを製造しており、やはり重要な雇用主だった。市内には Ntelos の本社がある。この会社はバージニア州、ウェストバージニア州、ノースカロライナ州、テネシー州、ケンタッキー州、オハイオ州を対象とする無線通信会社である。市の経済には観光業、製造業、小売業が重要であり続けている。バレー・ベースボールリーグのウェインズボロ・ジェネラルズが本拠地にしている。
ウェインズボロ市はスタントン・ウェインズボロ大都市圏の主要都市である。この都市圏にはオーガスタ郡、やはり独立市のスタントン市、およびウェインズボロ市が含まれている。

## 歴史
ウェインズボロ市はイギリス領バージニア植民地の中にあり、アメリカ独立戦争から独立、バージニア州となった後でも、アパラチア山脈やブルーリッジ山脈の西側はフロンティアと呼ばれていた。荷車を引いた山越えは不可能に近かったが、その間に幾つかの谷があった。ウェインズボロの近くには風隙のロックフィッシュギャップと呼ばれる谷があり、西部に向かおうとする多くの者にとって、ウェインズボロが便利な休息点になった。
この地域は初期にティーズビルと呼ばれていた。この名前の由来には幾つかの説がある。1つはジェイコブ・ティーズとその妻が所有していた酒場に因むというもの、2つめはティーズ兄弟に因むというものである。ジョージ・ワシントン、トーマス・ジェファーソン、シャトリ侯爵など多くの者がティーズの酒場に泊まったと考えられている。シャトリ侯爵が書いた手紙には、この酒場がアメリカ最悪クラスのものであると表現し、ジェファーソンがそこに泊まり、その場所について語っていたことを確認している。
北西インディアン戦争中の1794年、フォールン・ティンバーズの戦いで、アメリカ陸軍アンソニー・ウェイン将軍が重要な勝利を掴んでから間もなく、この地域がウェインズボロ（Waynesborough）と呼ばれ始めた。地域開拓者の多くがペンシルベニア州から来ていたので、そこの出身である英雄から土地の名前を付けたのはあり得る話である。後に綴りが代わって現在のもの（Waynesboro）になった。
1798年には現在の中心街が区画割りされ販売された。1801年1月8日、ウェインズボロの町が正式にバージニア州に認知され、1834年には法人化された。
その時代から残っている建物にはプラム・ハウス（現在は観光シーズンに開けられる博物館）と、1806年に建設されたコイナー・クゼンベリー・ハウスがあり、これは町では最初の煉瓦造り建築と考えられ、現在もメインストリート沿いにある。
当初の町は人口が緩り増加した。1810年の人口は250人だった。1860年でも457人だった。しかし、ロックフィッシュギャップに繋がるバレー・ターンパイク沿いにあったので、着実に観光客が訪れ続けていた。
南北戦争最終盤の1865年3月2日、南軍の将軍ジュバル・アーリーにとっては最後の戦いがウェインズボロで起きた。ウェインズボロの戦いは僅か20分間で終わり、シェナンドー・バレーにあった南軍にとっては最後の打撃となった。この戦闘に敗北した後、アーリーは町とバレーを北軍フィリップ・シェリダン将軍の軍隊に明け渡した。この時代の建物の幾つかには戦闘の傷跡が残っている。
戦後、ウェインズボロ地域は2つの鉄道の結節点になった。チェサピーク・アンド・オハイオ鉄道（東西方向）とシェナンドー・バレー鉄道（後のノーフォーク・アンド・ウェスタン鉄道、南北方向）だった。両線はウェインズボロ近くで出遭ったので、ウェインズボロの町に「アイアンクロス」という渾名を与えた。

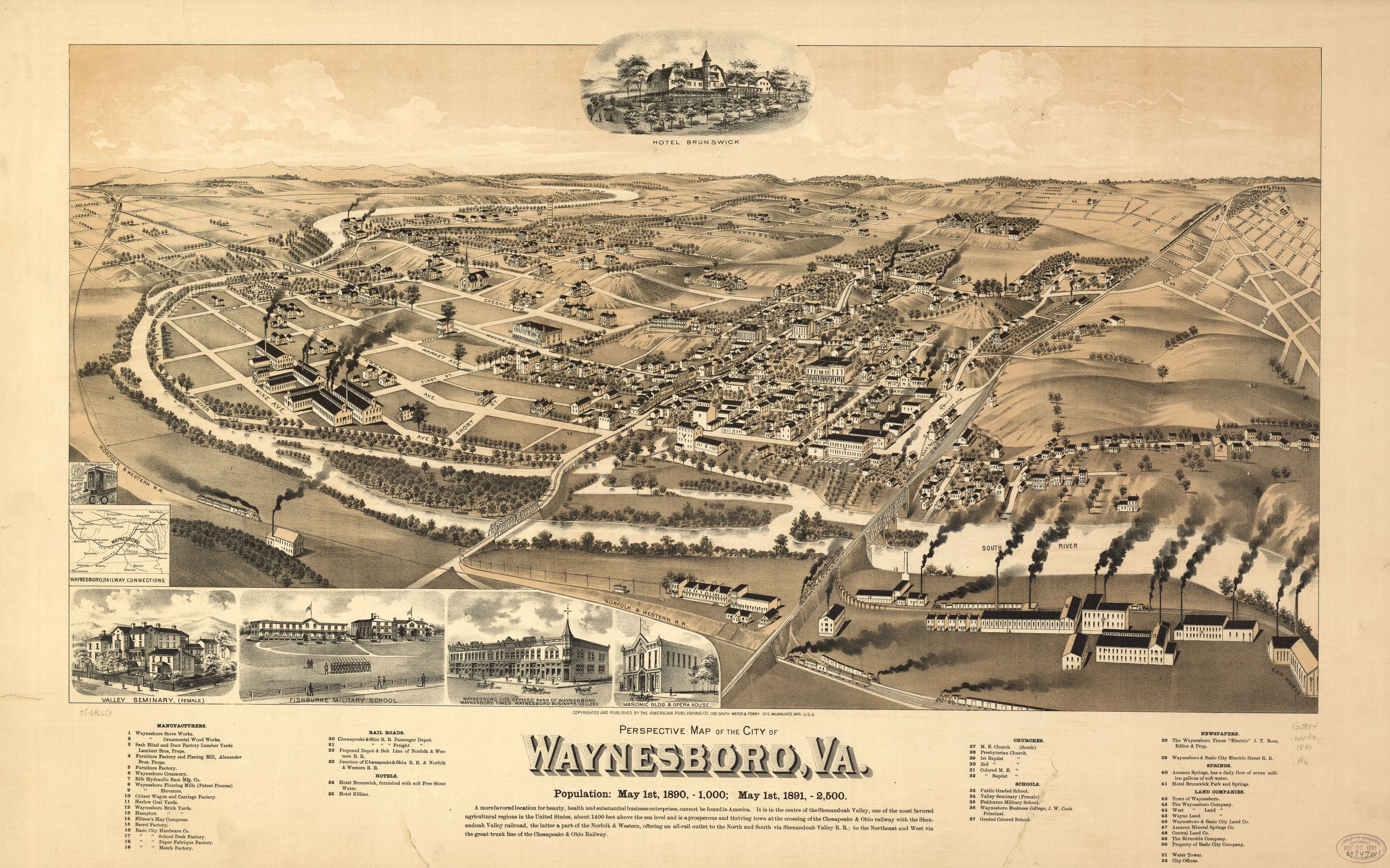
1891年のウェインズボロ

189年、ウェインズボロの東側の土地が区画割りされ販売された。この年にベイシックシティの町が法人化された。2つの町の間にはライバル関係が生じ、互いに発展を競った。2つの町の大きな違いは、ウェインズボロが南北戦争の前からドライ（禁酒）地域だったことだった。市域の中ではアルコール飲料を販売できなかった。ベイシックシティの町ではバーが市民、さらにはそれ以外の者にもオープンとなるウェットだった。
1923年、2つの町は投票で、ウェインズボロ・ベイシックと呼ぶ1つの町に統合することを決めた。ウェインズボロの指導者、すなわちガイ・ブラナメンの二枚舌により、州に出された請願書では単にウェインズボロという名前になっていた。これが1924年に公式のものとなり、ベイシックシティの町民は激怒した。
1924年以降、ウェインズボロはオーガスタ郡の中から併合によって何度も領域を広げ、1948年には公式に独立市となった。2005年には新憲章を採択し、1948年の憲章を撤廃した。

## 地理
ウェインズボロ市は 北緯38度4分11秒 西経78度53分40秒 / 北緯38.06972度 西経78.89444度 に位置する。標高は1,305フィート (398 m) である。
アメリカ合衆国国勢調査局に拠れば、市域全面積は15.4平方マイル (40 km2) であり、このうち陸地が15.4平方マイル (40 km2)、水域は0.04平方マイル (0.10 km2) であり、水域率は0.13%である。

## 人口動態
以下は2010年国勢調査による人口統計データである。
| 基礎データ - 人口: 21,006人 - 世帯数: 8,903 世帯 - 家族数: 5,589 家族 - 人口密度: 528人/km2（1,364人/mi2） - 住居数: 9,717軒 - 住居密度: 244軒/km2（631軒/mi2） 人種別人口構成 - 白人: 82.2% - アフリカン・アメリカン: 10.6% - ネイティブ・アメリカン: 0.3% - アジア人: 0.7% - 太平洋諸島系: 0.0002% - その他の人種: 2.9% - 混血: 3.2% - ヒスパニック・ラテン系: 6.4% 年齢別人口構成 - 18歳未満: 23.3% - 18-24歳: 8.2% - 25-44歳: 25.8% - 45-64歳: 25.7% - 65歳以上: 17.0% - 年齢の中央値: 39歳 - 性比（女性100人あたり男性の人口） - 総人口: 91.5 - 18歳以上: 85.7 | 世帯と家族（対世帯数） - 18歳未満の子供がいる: 27.1% - 結婚・同居している夫婦: 42.4% - 未婚・離婚・死別女性が世帯主: 15.3% - 非家族世帯: 37.2% - 単身世帯: 30.8% - 65歳以上の老人1人暮らし: 11.9% - 平均構成人数 - 世帯: 2.34人 - 家族: 2.90人 収入と家計 - 収入の中央値 - 世帯: 41,077米ドル - 家族: 55,668米ドル - 性別 - 男性: 36,013米ドル - 女性: 30,699米ドル - 人口1人あたり収入: 24,372米ドル - 貧困線以下 - 対人口: 18.0% - 対家族数: 12.9% - 18歳未満: 27.6% - 65歳以上: 11.0% |

## 教育
市内にはフィッシュバーン士官養成学校があり、男子寄宿制で8年生から12年生を教えている。中心街を見下ろす丘の上にある。
公共教育はウェインズボロ市公共教育学区が管轄している。

### メディア
市内で発行される新聞には「ザ・ニューズ・バージニアン」がある。
2つの映画がウェインズボロで撮影された。1991年の『トイ・ソルジャー』と2007年の『エバン・オールマイティ』である。